# 阿拉套早熟禾
阿拉套早熟禾（学名：Poa alberti），为禾本科早熟禾属下的一个植物种。